# Эрланген
Э́рланген (нем. Erlangen, франк. Erlánga) — город (городской округ, нем. kreisfreie Stadt) в Германии, в земле Бавария, на реке Регниц. Вместе с Нюрнбергом, Фюртом и несколькими малыми городами составляет Среднефранконскую агломерацию. Население — около 105 тысяч человек (на 31 декабря 2008 года).
В настоящее время город известен прежде всего крупным Университетом имени Фридриха — Александра в Эрлангене и Нюрнберге и большим количеством подразделений концерна «Сименс». Благодаря сотрудничеству развитой медицинской составляющей университета и концерна город является одним из ведущих в Европе и мире в области разработки и создания современной медицинской техники.

## География
Географически Эрланген относится к Средней Франконии. Город расположен вдоль реки Регниц и канала Рейн — Майн — Дунай. Севернее «Внутреннего города» (Innenstadt) находится слияние ручья Швабах с Регницом.

### Соседние общины
Ниже перечислены по часовой стрелке, начиная с севера, следующие граничащие с Эрлангеном общины, а также межобщинные территории:
- межобщинная территория Марк, общины Мёрендорф, Бубенройт, Марлофштайн, Шпардорф и Буккенхоф, а также межобщинная территория Буккенхофер Форст (все они принадлежат к району Эрланген-Хёхштадт), городские округи Нюрнберг и Фюрт, община Обермихельбах (район Фюрт), город Херцогенаурах и община Хесдорф (два последних принадлежат к району Эрланген-Хёхштадт).

### Городское устройство

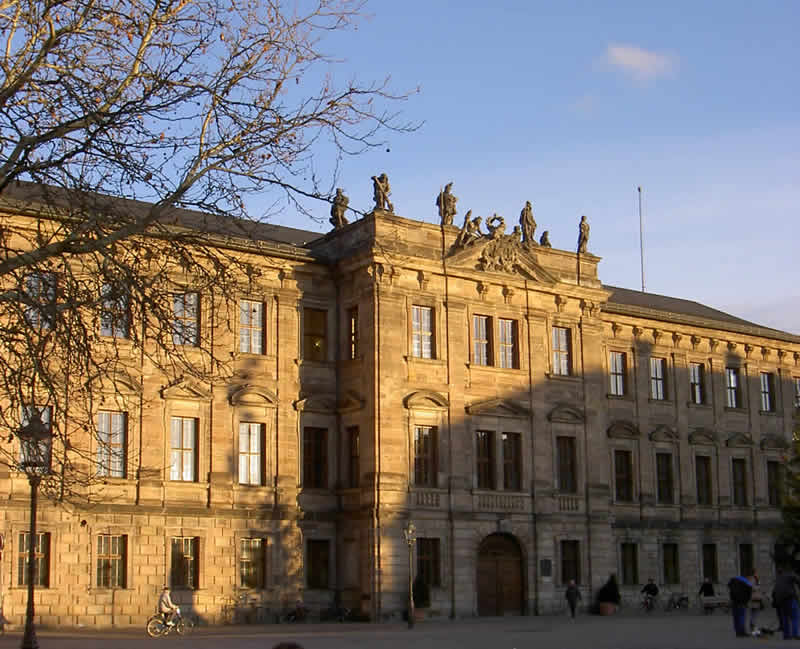
Историческое здание Университета Эрлангена

Городские кварталы и учётные округи города Эрлангена

Городские районы города Эрлангена

Официально территория Эрлангена поделена на девять городских кварталов и 40 учётных округов. Наряду с этим, согласно земельному кадастру и данным геодезического управления, в Эрлангене выделены 12 городских районов, границы которых значительно отклоняются от границ учётных округов. Также существуют новые поселения, собственные наименования которых используются наравне с названиями кварталов. Традиционные границы городских кварталов часто отклоняются от установленных официально. Некоторые из названий исторических местностей используются до сих пор, несмотря на то, что они не учитываются в официальных обозначениях. К таким названиям принадлежат Эссенбах (севернее реки Швабах, Кёнигсмюле (район Эльтерсдорф), Шаллерсхоф (районы Бюхербах и Фрауэнаурах) и Штадтрандзидлунг (район Бюхенбах).

#### Городские кварталы и учётные округи
| - Центр - 01: Альтштадт - 02: Макрграфенштадт - 03: Ратхаусплац - 04: Таль - Регниц - 10: Хайлигенло - 11: Альтэрланген - 12: Штайнфорст - Север - 20: Бургберг - 21: Майльвальд - 22: Зиглицхоф - 23: Лёвених - 24: Букенхофер Зидлунг - 25: Штубенло | - Восток - 30: Рётхельмхайм - 32: Зебальдус - 33: Рётхельмхаймпарк - Юг - 40: Ангер - 41: Ратенау - 42: Шёнфельд - 43: Форшунгсцентрум - 44: Бахфельд - 45: Бирлах - Юго-восток - 50: Эльтерсдорф - 51: Св. Эгидин - 52: Тенненлоэ | - Юго-запад - 60: Нойзес - 61: Фрауэнаурах - 62: Кригенбрунн - 63: Хюттендорф - Западный - 70: Косбах - 71: Ин дер Ройт - 73: Хойслинг - 74: Штойдах - 75: Индустрихафен - 76: Бюхенбах Дорф - 77: Бюхенбах Норд - 78: Бюхенбах Вест - Северо-запад - 80: Дехзендорф Вест - 81: Дехзендорф Ост - 82: Мёнау |

#### Городские районы
Город Эрланген состоит из следующих городских районов:
| - Бюхенбах - Брукк - Эльтерсдорф - Эрланген | - Фрауэнаурах - Гроссдехзендорф - Хюттенхоф - Косбах | - Кригенбрунн - Тенненлоэ - Клостервальд - Мёнау |

### Климат
Эрланген находится в переходной зоне между морским и континентальным климатом: в городе наблюдается относительно малое количество атмосферных осадков (650 мм в год), что обычно для континентального климата. С другой стороны, климат в Эрлангене довольно тёплый — средняя годовая температура составляет 8,5 °C. Ядро города защищено горным хребтом Бургберг, в частности, от холодных полярных ветров. В то же время, причиной частых туманов является река Регниц.

## История

### Общая история города

#### Эрланген в доисторический период
Долина реки Регниц использовалась уже в период первобытного строя в качестве перехода между севером и югом. Однако, вследствие её относительно бедных почв она едва ли использовалась для раннего земледелия и связанной с ним поселенческой деятельностью. Немногие археологические находки указывают на то, что более активное заселение местности в окрестностях Эрлангена началось только приблизительно за 2000 лет до н. э. Было найдено несколько захоронений окаймленных песчаными плитами (т. н. эрлангенские символьные камни) времен культуры полей погребальных урн (1200—800 года до н. э.), с вырезанными, предположительно, узорами ветвей ели. Некоторые из этих захоронений составляют единственную в своём роде группу находок.
В найденном кургане возле Косбаха неподалёку от Эрлангена были обнаружены значительные находки времён культуры полей погребальных урн, Гальштатской и Латенской культур. Подножие кургана упирается в т. н. косбахский алтарь: каменную композицию, состоящую из четырёх больших угловых камней и фаллосообразным столбом в центре. В данном случае, речь идёт об особом надгробном сооружении ранней Гальштатской культуры. Сейчас имеется возможность увидеть реконструкцию сооружения на местности. Ещё одной интересной находкой поздней Гальштатской культуры является меч с антенноподобным набалдашником найденный в Мёрендорфе.

#### От виллы Эрлангон до Тридцатилетней войны

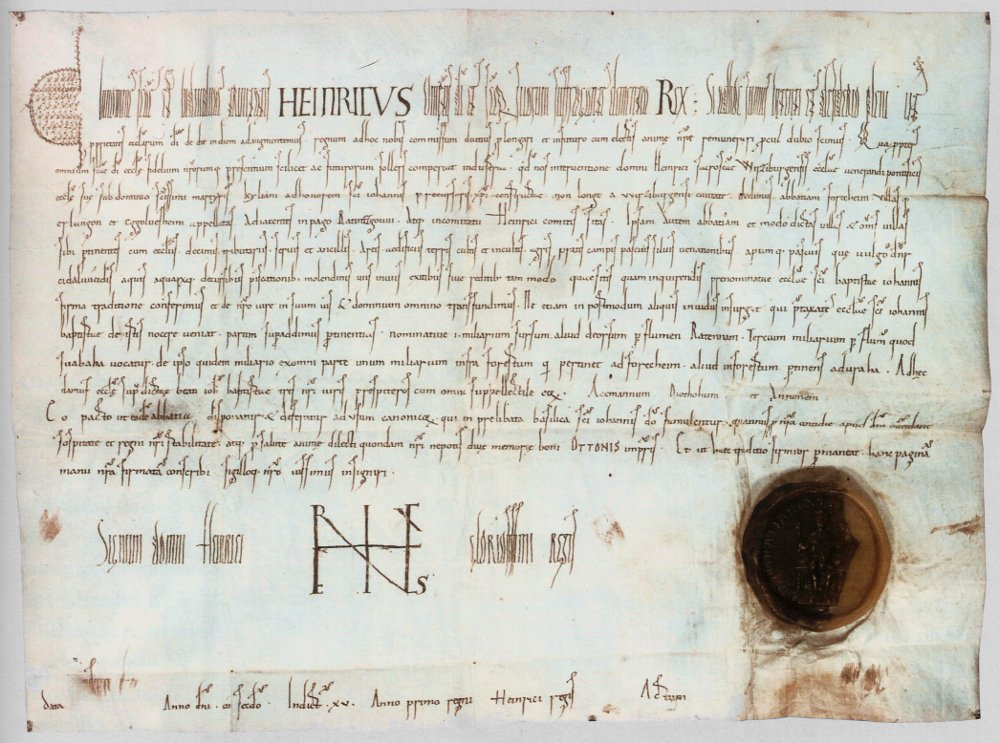
Грамота кайзера Генриха II Святого 1002 года с первым упоминанием Эрлангена

Название Эрлангена впервые было упомянуто в грамоте датированной 1002 годом.
Уже в 976 году кайзер Оттон II Рыжий подарил церковь Св. Мартина в Форхгайме вместе с сопутствующим имуществом. Позднее в 1002 году кайзер Генрих II Святой подтвердил акт дарения. В отличие от дарения Оттона II Рыжего, это сопутствующее имущество было описано значительно более детально. Среди имущества была также упомянута «вилла (деревня) Эрлангон». Вместе с подтверждением дарения от 976 года Генрих II подарил также дополнительно две квадратные мили прямо на востоке от реки Регниц, по квадратной мили южнее и севернее реки Швабах. Эти земли охватывают область, в которой лежат самые старые части эрлангенского Старого города, т. н. Альтштадта (нем. Altstadt).
Подробное исследование грамоты Генриха II Святого позволило прийти к выводу, что упомянутая вилла Эрлангон должна была быть территориально разделена от области тех двух дополнительно подаренных квадратных миль, так как они были объектами нового отдельного дарения. Поскольку в Германии нет больше населённых пунктов с названием «Эрланген» за исключением лежащей западнее Регница и сегодня включённой в состав общины деревни Альт-Ерланген, сам собой напрашивается вывод, что из виллы Эрлангон произошёл «другой» Эрланген, известный сегодня как Старый Эрланген (Альтэрланген, нем. Alterlangen).
Размеры подаренных двух квадратных миль приблизительно соответствуют площади территории необходимой для деревни и подтверждают, таким образом, предположение, что во время документального засвидетельствования дарения восточнее Регница зарождалось новое поселение, которое посредством этого дарения узаконивалось и которое, как в подобных случаях бывает, переняло название населенного пункта, из-за которого оно произошло. Новое поселение появилось на сдвинутой на запад песочной дюне, не затопляемой высокими водами, что расположена в треугольнике ограниченном сегодня улицами Хауптштрассе, Шульштрассе и Лацареттштрассе. Происхождение названия поселения «Эрланген» остаётся не ясным. Попытки местного исследования увязать название с Ерлен (ольха, нем. Erlen) и Ангер (поляна, нем. Anger) оказались несостоятельными при исследовании названия города.
Развитию нового поселения называемого с 1348 года Гроссенэрлангом (Большим Эрлангом, нем. Großenerlang) благоприятствовало в особенности развитие Нюрнберга в европейский центр торговли и связанного с этим роста транспортного сообщения и торговли. С другой стороны, изначально деревня Эрланген переживала застой и стала называться впоследствии со второй половины 14 столетия Альтэрланг (Старый Эрланг, нем. Alterlang), Клайнэрланг (Малый Эрланг, нем. Kleinerlang) или Венигенэрланг (Малоэрланг, нем. Wenigenerlang).
В 1361 году король Карл IV приобрёл Гроссенэрланг (но не первоначальное поселение Альтэрланг) и сделал его ленным поместьем Богемской короны. В 1374 году король Венцель передал поселению право проводить ярмарки и иметь собственный монетный двор. Вероятно вскоре после 1361 года новый государь построил замок западнее поселения в долине Регница для управления приобретённым владением. Замок стал резиденцией управляющего.

#### Тридцатилетняя война
В 1632 году во время Тридцатилетней войны он был разрушен. В XVIII веке в руинах замка преимущественно проживали бедные люди. Когда с 1770 года фундаментная стена замка стала постепенно разрушаться, место под замок было расчищено и остатки были полностью снесены в 1782 году. Позже точное расположение места было забыто и совершенно неожиданно при земляных работах был обнаружен фундамент и фонтан замка. Он находится на сейчас застроенной территории между Фухзенгартеном (нем. Fuchsengarten) и улицей Мартинсбюлерштрассе (нем. Martinsbühler Straße).
После Тридцатилетней войны город относительно быстро восстановили. 2 декабря 1655 года приходской храм был освящен в титул Святой Троицы. В 1685 г. французский король Людовик XIV отменил Нантский эдикт, что привело к эмиграции из страны гугенотов.
Этим положением воспользовался и маркграф Кристиан Эрнст, предложивший беженцам поселиться в своём княжестве. Таким образом, он был одним из первых лютеранских князей в Германии, который принял кальвинистов в свою страну и гарантировал им свободу вероисповедания. Первые шесть гугенотов достигли Эрлангена 17 мая 1686 года, около 1,5 тыс. человек последовали за ними несколькими волнами. Кроме того, прибыло несколько сотен вальденсов, однако, поскольку они не смогли обосноваться, они двинулись дальше в 1688 году. Ещё до того, как стало понятно, сколько беженцев можно ожидать, маркграф решил основать новый город Эрланген как юридически независимое поселение. к югу от небольшого городка под названием Альтштадт Эрланген.

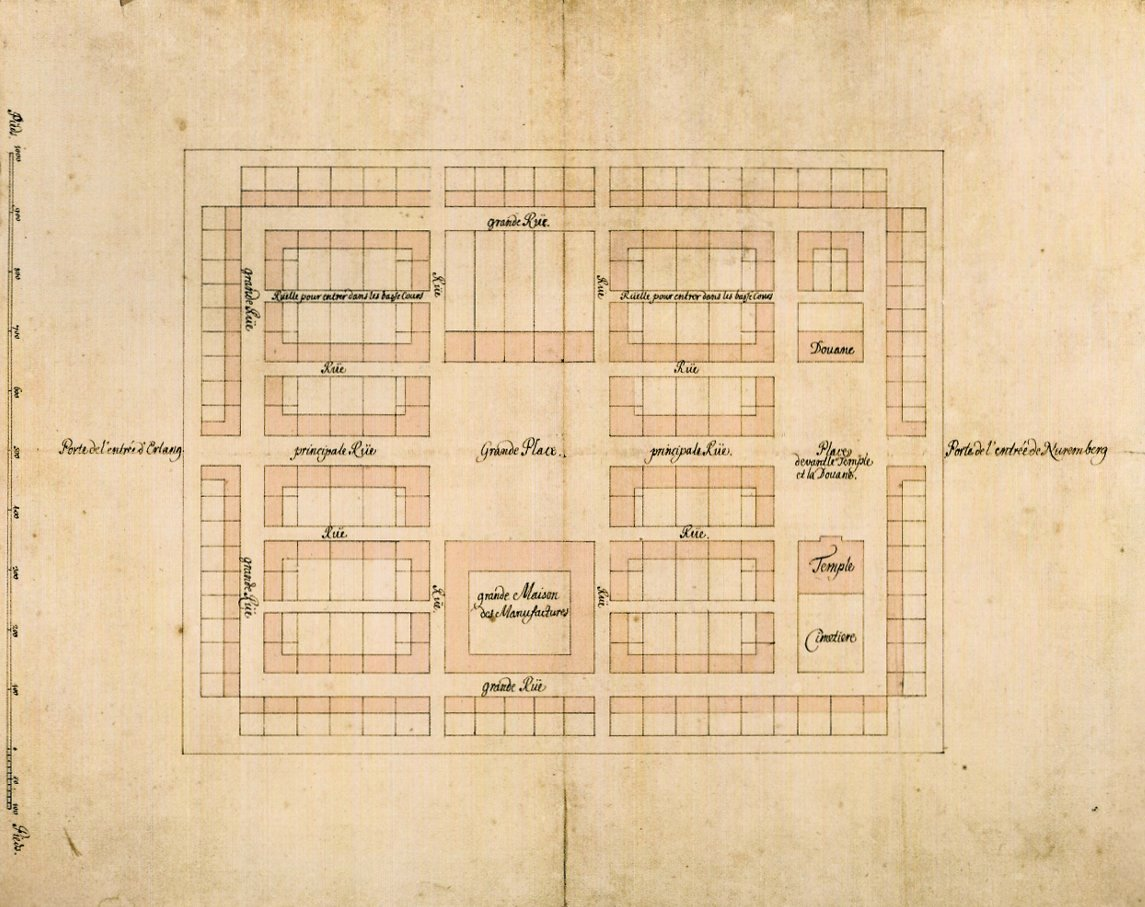
Самая старая схема города (1686 г.).

Новый город был удобно расположен на одном из важнейших торговых путей в Нюрнберг. Вода должна была быть спущена из близлежащего Регница для необходимого определённым промыслам канала, однако это не удалось из-за песчаного грунта. План города, который на первый взгляд казался простым, но на самом деле был чрезвычайно разнообразным и очень сложным, был разработан маркграфским мастером-строителем Иоганном Морицем Рихтером с использованием золотого сечения и идеальных критериев. Прямоугольная планировка характеризуется главной улицей, которая спроектирована как ось симметрии и состоит из двух неравных квадратов, и «Большой улицей», которая окружает внутреннее ядро и чьи выполненные в виде прямых углов замкнутые углы действуют как петли. придавая всему макету силу и единство. Даже сегодня для исторического ядра характерны однородные, относительно некрашеные фасады двухэтажных и трехэтажных домов, выстроенных прямыми рядами карнизной стороной на улицу. Строительство города началось 14 июля 1686 года с закладки фундамента гугенотской церкви, в первый год было построено около 50 домов из запланированных 200. Приток гугенотов не оправдал ожиданий, только в 1700 г. он получил новый импульс от строительства маркграфского дворца и превращения Эрлангена в резиденцию и одну из шести столиц провинций. После крупного пожара, уничтожившего почти всю старую часть города Эрлангена 14 августа 1706 года, он был перестроен по образцу нового города с выпрямленными уличными и площадными фасадами и двухэтажным, несколько более индивидуально спроектированным домом. В Эрлангене это привело к особому случаю двух соседних плановых городов, который, вероятно, уникален в истории европейских идеальных городов. Старый город Эрланген, который на самом деле был старше и все ещё управлялся независимо до 1812 года, моложе с точки зрения истории архитектуры, чем новый город Эрланген. Новый город привлек к себе не только гугенотов, но и лютеран и приверженцев реформации. В 1698 г. в нём жило около 1 тыс. гугенотов и 317 немцев. Французское влияние постепенно угасало, в 1822 г. в гугенотской церкви прошла последняя месса на французском языке.

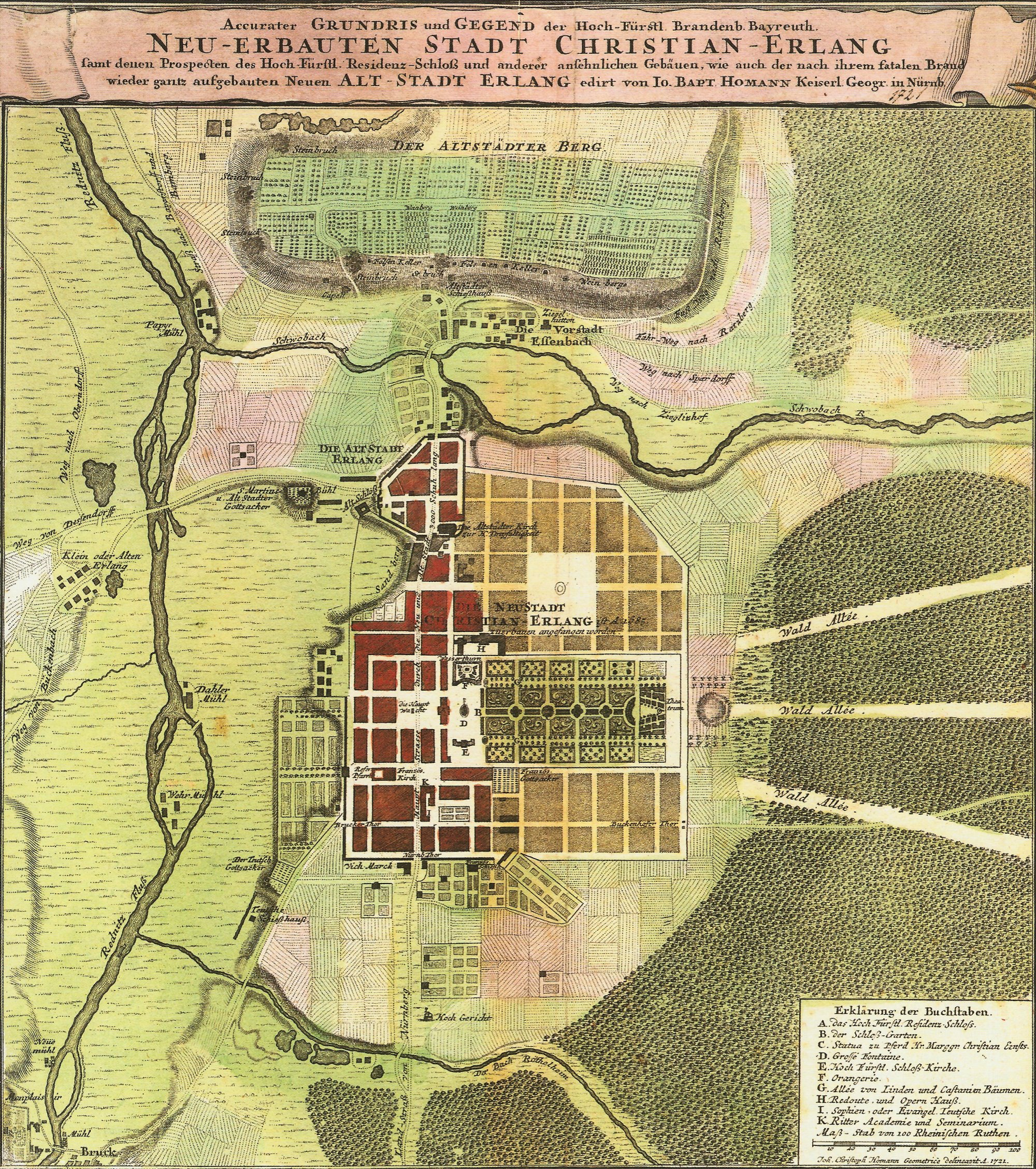
План города 1721 г.

### Развитие города
Ранее самостоятельные общины и угодья, которые в течение XX века были включены в состав города:
- 1 апреля 1920 года: Альтэрланген (община Косбах)
- 1 августа 1923 года: Бюхенбах и Вайлер Ноймюле
- 15 сентября 1924 года: Брук
- 1960 год: частично Эльтерсдорф
- 1 января 1967 года: Косбах, включая Хойзлинг и Штойдах
- 1 июля 1972 года: Эльтерсдорф, Фрауэнаурах, Гроссдехсендорф, Хюттендорф, Кригенбрунн, Тенненлоэ
- 1 июля 1977 года: Кёнигсмюле (город Фюрт)

## Демография Эрлангена

### Население
По оценке на 31 декабря 2015 года население межрайонного города (городской общины) Эрланген составляет 108 336 чел. 

| Дата      | 1840  | 1871  | 1900  | 1925  | 1939  | 1950  | 1961  | 1970  | 1987  | 2011   |
| --------- | ----- | ----- | ----- | ----- | ----- | ----- | ----- | ----- | ----- | ------ |
| Население | 15495 | 17198 | 28535 | 32513 | 39217 | 56099 | 76751 | 94963 | 99808 | 103719 |

| Год       | 1960  | 1970  | 1980   | 1990   | 2000   | 2009   | 2010   | 2011   | 2012   | 2013   | 2014   | 2015   |
| --------- | ----- | ----- | ------ | ------ | ------ | ------ | ------ | ------ | ------ | ------ | ------ | ------ |
| Население | 75582 | 96275 | 101845 | 102440 | 100778 | 105554 | 105629 | 104312 | 105412 | 105624 | 106423 | 108336 |

## Демографическое развитие (1495—2009)

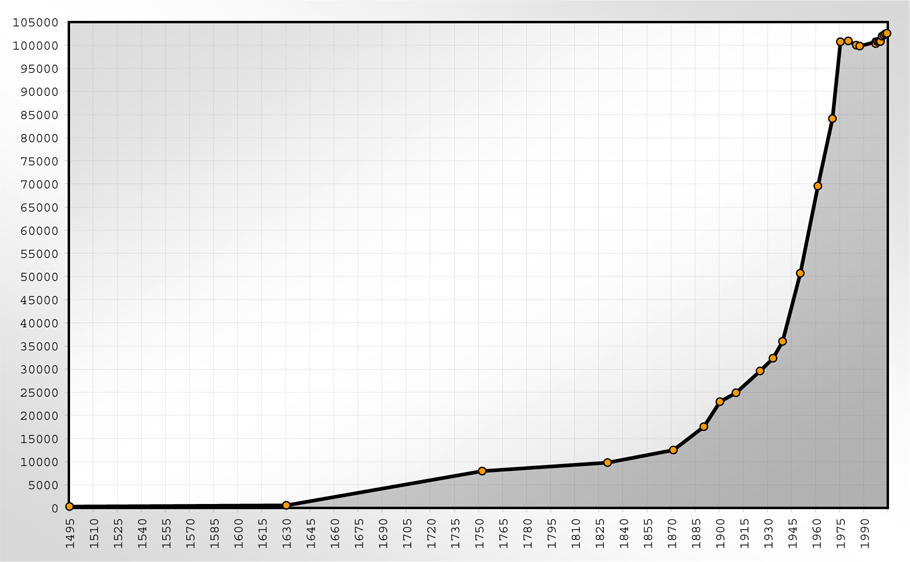
Демографическое развитие

Лишь несколько сотен человек жили в Эрлангене в Средневековье и в начале Нового времени. Численность населения возрастала довольно медленно из-за частых войн, эпидемий и голода. В 1634 году поселение было полностью опустошенно через разрушения во время Тридцатилетней войны. И лишь в 1655 году численность населения в 500 жителей достигла довоенного значения. До 1760 года население превысило 8000 человек. Из-за голода с 1770 по 1772 годы численность населения уменьшилась до 7 724 жителей на 1774 год. Возросшая численность населения до 10 000 человек до 1800 года понизилась снова до 8 592 человек на 1812 год из-за войны с Наполеоном.
В течение 19 столетия численность населения удвоилась и составила 17 559 в 1890 году. Население города возросло до 30 000 человек в 1925 году, а затем удвоилось до 60 000 человек в 1956 году, вследствие численных включений в состав общины города других общин. Из-за окружной и территориальной реформы 1972 года численность населения города превысила в 1974 году рубеж в 100 000 жителей и, таким образом, Эрланген стал принадлежать к т. н. «крупным городам».
Ниже приведён обзор динамики численности населения в соответствующих составах территории. По 1820 год приведены в основном оценочные данные, а более поздние данные основаны на данных переписи населения (¹) или на данных корректировок статистических данных статистического ведомства земельного правительства. Показатели начиная с 1871 года относятся к «проживающему постоянно населению», а с 1925 года к «проживающему населению» и с 1987 к «преимущественно проживающему населению». До 1871 года численность населения определялась по неунифицированному методу учёта.
| Год  | Население |
| ---- | --------- |
| 1495 | ~460      |
| 1557 | ~410      |
| 1619 | ~520      |
| 1634 | 0         |
| 1655 | ~500      |
| 1690 | ~1100     |
| 1708 | ~2500     |
| 1723 | ~3930     |
| 1752 | 7939      |
| 1760 | 8140      |
| 1774 | 7724      |
| 1792 | 8178      |
| 1800 | ~10000    |
| 1812 | 8592      |

| Год             | Население |
| --------------- | --------- |
| 1820            | 9271      |
| 1 июля 1830¹    | 9831      |
| 1 декабря 1840¹ | 10630     |
| 3 декабря 1852¹ | 10910     |
| 3 декабря 1861¹ | 10896     |
| 3 декабря 1864¹ | 11202     |
| 3 декабря 1867¹ | 11546     |
| 1 декабря 1871¹ | 12510     |
| 1 декабря 1875¹ | 13597     |
| 1 декабря 1880¹ | 14876     |
| 1 декабря 1885¹ | 15828     |
| 1 декабря 1890¹ | 17559     |
| 2 декабря 1895¹ | 20892     |
| 1 декабря 1900¹ | 22953     |

| Год               | Население |
| ----------------- | --------- |
| 1 декабря 1905¹   | 23737     |
| 1 декабря 1910¹   | 24877     |
| 1 декабря 1916¹   | 19688     |
| 5 декабря 1917¹   | 19599     |
| 8 октября 1919¹   | 23521     |
| 16 июня 1925¹     | 29597     |
| 16 июня 1933¹     | 32348     |
| 17 мая 1939¹      | 34066     |
| 29 октября 1946¹  | 45536     |
| 13 сентября 1950¹ | 50011     |
| 25 сентября 1956¹ | 60378     |
| 6 июня 1961¹      | 69552     |
| 31 декабря 1965   | 78800     |
| 27 мая 1970¹      | 84110     |

| Год             | Население |
| --------------- | --------- |
| 31 декабря 1975 | 100671    |
| 31 декабря 1980 | 101845    |
| 31 декабря 1985 | 99628     |
| 25 мая 1987¹    | 99808     |
| 31 декабря 1990 | 102440    |
| 31 декабря 1995 | 101406    |
| 31 декабря 2000 | 100778    |
| 31 декабря 2005 | 103197    |
| 31 декабря 2006 | 103753    |
| 31 октября 2007 | 104600    |
| 31 декабря 2008 | 104962    |
| 31 августа 2009 | 105230    |

¹ Результаты переписи населения

## Политика

### Горсовет
Горсовет Эрлангена состоит из 50 членов с 1978 года (из 44 членов в 1972—1978 годах), партийная принадлежность которых с 1972 года приведена ниже:
|           | ХСС    | СДПГ      | Партия зелёных/GL | СвДП | ЭДП  | беспартийные | Левые Эрлангена | прочие | Всего |
| с 2008    | 21     | 13        | 6г                | 4    | 2    | 1            | 3г              | 0      | 50    |
| 2002—2008 | 24     | 16/15/14б | 5/4в              | 3    | 1/3б | 1            | 0               | 0/1в   | 50    |
| 1996—2002 | 23     | 18        | 4                 | 2    | 1    | 2            | 0               | 0      | 50    |
| 1990—1996 | 20/22a | 21/19a    | 4                 | 3    | 0    | 1            | 0               | 1      | 50    |
| 1984—1990 | 21     | 23        | 3                 | 2    | 0    | 1            | 0               | 0      | 50    |
| 1978—1984 | 22     | 24        | 1                 | 2    | 0    | 0            | 0               | 1      | 50    |
| 1972—1978 | 18     | 24        | 0                 | 2    | 0    | 0            | 0               | 0      | 44    |

aВ период срока полномочий горсовета данного созыва два его члена перешли из СДПГ в ХСС, которая, таким образом, стала наиболее сильной фракцией.
бНа муниципальных выборах в 2002 году СДПГ получила 16 мест, а ЭДП — одно. Сперва из СДПГ вышел один член, а потом и ещё один. Оба присоединились к ЭДП, вследствие чего последняя получила статус фракции.
вВ период срока полномочий горсовета данного созыва один из членов горсовета вышел из фракции зелёных и стал беспартийным.
гВ период срока полномочий горсовета данного созыва одна из членов горсовета вышла из фракции зелёных и присоединилась к Левым Эрлангена, вследствие чего последняя получила статус фракции.

## Инфраструктура и транспорт

### Дорожное движение

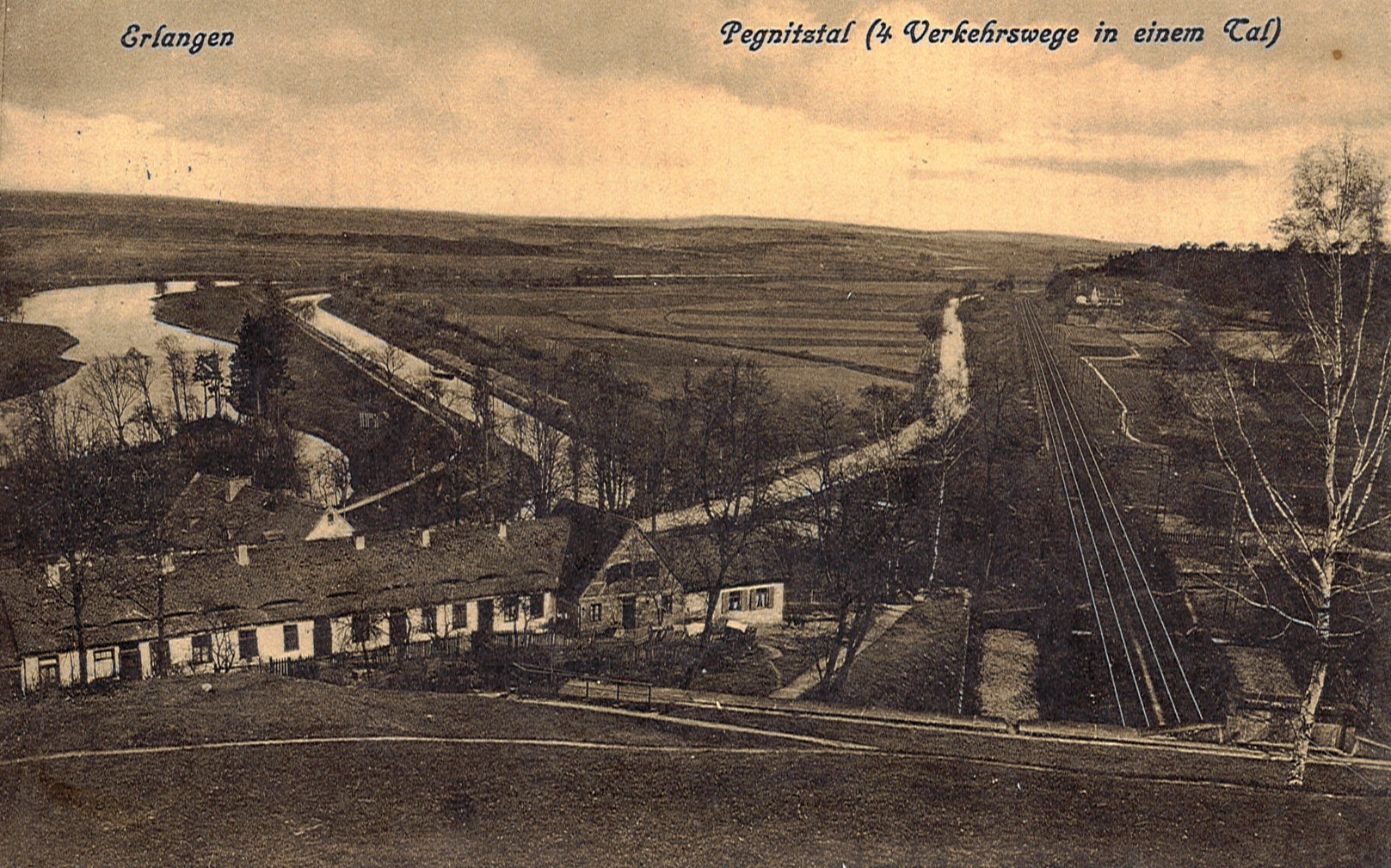
Четыре пути сообщения (железная дорога, улица, канал, река) в долине Регница у Эрлангена

Расположение Эрлангена на пути Нюрнберг—Бамберг позитивно сказалось на развитии города уже в ранние времена. В 1653 году для верховой и курьерской почты князей Турн-и-Таксиса было открыто почтовое отделение. Основание нового города в 1686 году привело к резкому росту транспортного движения, так что уже в 1708 году началось мощение улиц. После 1900 года началось развитие моторизированного транспорта: в 1905 году было зарегистрировано 8 мотоциклов и 2 легковых автомобиля. В 1912 году была открыта первая автобусная линия в Нюрнберг. Если в 1925 году на 100 жителей приходился один автомобиль, то уже в 1939 году — 20 автомобилей. После Второй мировой войны началась массовая моторизация, которая решительным образом изменила картину города: канал Людвига Дунай-Майн был засыпан и на его месте была построена скоростная франкская автомагистраль (автобан А 73).
Под давлением энвайронменталистов были достигнуты поворотные решения и некоторые из уже запланированных строительных проектов, таких как сооружение косбахской дамбы на Регнице не были осуществлены. Вместо этого, было расширенно общественное местное сообщение, равно как и сеть велосипедных дорожек, а центр города был освобожден от автомобильного движения и стал пешеходной зоной.
Сегодня через Эрланген проходят две федеральные автомагистрали (автобана):
- A 3 (Арнем)—Эммерих-на-Рейне—Дюссельдорф—Кёльн—Франкфурт-на-Майне—Вюрцбург—Эрланген—Нюрнберг—Регенсбург—Пассау—(Линц)
- A 73 Нюрнберг—Фюрт—Эрланген—Бамберг—Лихтенфельс—Кобург—Зуль

и одно федеральное шоссе:
- B 4 Бад-Брамштедт—Гамбург—Брауншвейг—Эрфурт—Ильменау—Кобург—Бамберг—(дальше как A 73)—Эрланген—Нюрнберг—Фишбах-бай-Нюрнберг.

### Железнодорожный транспорт
Железная дорога в Эрлангене появилась с открытием 25 августа 1844 года железнодорожного отрезка Людвига Юг—Север сообщением Нюрнберг—Бамберг. Доступ к межрегиональному железнодорожному сообщению привёл к скачку в развитии транспортного движения. 17 ноября 1886 года была открыта железная дорога местного сообщения Эрланген—Грефенберг, а 16 апреля 1894 года — пригородного сообщения Эрланген—Брук—Херцогенаурах.
Транспортное движение на участке Нюрнберг—Бамберг стремительно возросло после достройки железногодорожного сообщения между этими городами. А с введением линии Intercity-Express (ICE) Мюнхен—Берлин Эрланген также получил доступ к сети ICE и скоростное сообщение в обе метрополии. С открытием запланированного скоростного участка Нюрнберг—Эрфурт продолжительность пути в Берлин ещё сократится. Ниже приведены доступные железнодорожные сообщения через Эрланген.
Дальнего следования:
- Мюнхен—Аугсбург—Нюрнберг—Эрланген—Лихтенфельс—Лейпциг—Берлин—Гамбург/Росток—Варнемюнде (ICE)

Местного сообщения:
- Нюрнберг—Эрланген—Бамберг—Хасфурт/Швайнфурт(—Вюрцбург)/Кобург—Зоннеберг (Тюрингия)
- Платлинг—Регенсбург—Ноймаркт (Верхний Пфальц)—Нюрнберг—Эрланген—Бамберг
- Нюрнберг—Эрланген—Бамберг—Лихтенфельс—Кронах/Людвигсштадт—Заальфельд (Заале)

Однако, железная дорога второстепенного значения не смогла выдержать конкуренции с дорожным движением: 16 февраля 1963 года состоялась последняя поездка в Грефенберг, 28 сентября 1984 года было установлено пассажирское сообщение в Херцогенаурах, тогда как грузовые перевозки производятся только через вокзал Фрауенаурах к территории пристани Эрлангена (к станции перегрузки мусора) после остановки доставки угля для электростанции Франкен II (нем. Kraftwerk Franken II).
В конце 2010 года было налажено сообщение S-Bahn между Форхгаймом и Нюрнбергом включающие в себя некоторые вокзалы Эрлангена.

### Водный транспорт
Водный транспорт не мог развиться в Эрлангене, несмотря на то, что город лежит на реке Регниц, из-за водоподъёмных колёс и многочисленных плотин сооружённых для мельниц. Лишь с открытием части Людвигова канала в 1843 году в город пришёл водный транспорт. На канале было оборудовано свыше сотни шлюзов и он предназначался для маленьких барж, которые тянулись лошадями (аналог бурлацкого труда). После первоначального успеха, его доля рынка вскоре перешла возникшему железнодорожному транспорту и с 1863 года канал терпел только убытки. К концу Второй мировой войны эксплуатация канала была прекращена. Участок между Нюрнбергом и Эрлангеном был засыпан в начале 1960 годов и на его месте был построен автобан А 73.
Однако, от идеи соединить Майн и Дунай каналом и, таким образом, построить водный путь от Северного моря до Чёрного моря не отказались. Уже в 1959 году начались работы над новым, значительно большим и производительным каналом Майн-Дунай (т. н. Европейским каналом). 30 октября 1970 года канал достиг Эрлангена, а в 1992 году он был открыт на всей своей протяжённости. У Эрлангена появился свой порт, в котором в 2000 году было перегружено около 450 000 тон товаров.

### Воздушный транспорт
Воздушный транспорт поддерживается (в том числе и на международном уровне) Нюрнбергским аэропортом, расположенным на несколько километров южнее Эрлангена.
Из города до аэропорта можно добраться многими способами, включая железнодорожное сообщение, автобусы, метро, такси и частный автотранспорт.
Также в окрестностях Эрлангена находится несколько частных взлетно-посадочных полос, использующихся для легкого авиатранспорта.

### Общественный транспорт
Пассажирское сообщение транспортом общего пользования обеспечивается многими городскими и междугородними автобусными маршрутами эрлангенского коммунального хозяйства и франконской региональной автобусной станцией Omnibusverkehr Franken GmbH (OVF), которые интегрированы в транспортную систему района метрополии Нюрнберга. Почти все автобусные линии проходят через центр города. Большая часть междугородних автобусных маршрутов начинается на центральном автобусном вокзале западнее железнодорожного вокзала. Автобусы в большинстве своём останавливаются на автобусных остановках «Вокзальная площадь» (нем. Bahnhofplatz) и «Площадь гугенотов» (нем. Hugenottenplatz), которые находятся восточнее вокзала. Другим важным транспортным узлом является перекрёсток улиц Гютерхалленштрассе (нем. Güterhallenstraße) и Гютербанхофштрассе (нем. Güterbahnhofstraße). Остановка «Главпочтамт» (нем. Hauptpost) был переименован в 2007 году на «Аркаден» (нем. Arcaden), после постройки одноимённого торгового центра.

## Важные учреждения
В Эрлангене расположены:
- Университет Эрлангена — Нюрнберга (нем. Friedrich-Alexander-Universität Erlangen-Nürnberg), с 1743 года,
- Фраунгоферовский институт интегральных схем (Fraunhofer Institut für Integrierte Schaltungen),
- Фраунгоферовский институт интегральных систем и технологий интегральных элементов (Fraunhofer-Institut für Integrierte Systeme und Bauelementetechnologie),
- баварский лазерный центр,
- большое число предприятий концерна Siemens AG.

## Города-побратимы
- Эскильстуна, Швеция, с 1961
- Ренн, Франция, с 1964
- Владимир, Россия, с 1983
- Йена, Германия, с 1987
- Сток-он-Трент, Англия, Великобритания, с 1989
- Сан-Карлос, Никарагуа, с 1989
- Бешикташ, Турция, с 2004

## Ежегодные праздничные мероприятия

### Бергкирхвайх
Ежегодно во второй половине весны в городе проводится пивной фестиваль Бергкирхвайх — народное гуляние, являющееся третьим по величине в Баварии после Октоберфеста в Мюнхене и Гойбоденфеста в Штраубинге.

### Праздник поэтов «Поэтенфест»
Проводится ежегодно в первой половине лета на территории дворцового сада Шлоссгартен. В течение нескольких дней со специально сооруженной посреди сада сцены поэты и чтецы выступают с лирическими произведениями различных форм.

### Фестиваль классической музыки «Классик ам Зее»
Проводится ежегодно в конце лета на берегу озера, находящегося севернее городского района Эрланген-Дехсендорф.

## Достопримечательности
- Дворец маркграфов
- Старая ратуша